# .dj
.dj — в Інтернеті, національний домен верхнього рівня (ccTLD) для Джибуті.

## Домени 2-го та 3-го рівнів
В цьому національному домені нараховується близько 3 300 000 вебсторінок (станом на квітень 2013 року).
У наш час використовуються та приймають реєстрації доменів 3-го рівня такі доменні суфікси (відповідно, існують такі домени 2-го рівня):
| Суфікс  | Регламентовані користувачі   |
| .gov.dj | Державні та урядові установи |